# Вахау
Вахау (на немски: Wachau) е живописна долина в австрийската провинция Долна Австрия, по протежението на река Дунав, между градовете Мелк и Кремс, на около 80 км западно от столицата Виена.
Долината Вахау е включена в Списъка на световното културно и природно наследство на ЮНЕСКО през 2000 г.

## Местоположение
Вахау е 30-километрова туристическа и земеделска долина между градовете Кремс и Мелк. В долината се намират и градовете Шпиц, Дюрнщайн и селцето Вайсенкирхен.
Ландшафтът е формиран от река Дунав и земите от двете страни на реката, от една страна и хълмовете на планинския масив Дункелщайнвалд от друга. Умереният климат способства за развитието в долината на винарството и овощарството.

## История
През Средните векове Вахау се намира във владение на рода Кюнринги, които притежават в долината замъците Агщайн (южно от Дунав) и Дюрнщайн (северно от Дунав). Замъците се намират на труднодостъпни височини по бреговете на Дунав. Кюнрингите често нападали плаващите по Дунав търговски кораби. По късно Кюнрингите са победени, и крепостите им превърнати в руини.
Сред забележителностите в долината трябва да се отбележат историческите центрове на градовете Кремс и Мелк, абатство Мелк, абатство Гьотвейг, развалините на замъка Кюнрингербург, в който е бил затворен пленения от австрийския херцог Леополд V английски крал Ричард I Лъвското сърце, при завръщането му от ІІІ кръстоносен поход, абатство Дюрнщайн и мн.други.
В края на XIX век благодарение на художниците, долината става известна и популярна сред жителите на столицата Виена като място за отдих. След Втората световна война се наблюдава нов туристически разцвет на областта.

## Икономика
Икономиката на долината е свързани с развитието на винопроизводството, овощарството и туризма.